# RESA
RESA (av engelskans: runway end safety area) avser ett säkerhetsområde kring en flygplats rullbanas bägge ändar och definieras som området kring rullbanan iordninggjort eller lämpligt för att minska risken för skador på flygplan i händelse en för låg inflygning eller att luftfartyget hamnar bortom eller vid sidan av rullbanan.
Den nuvarande internationella standarden ICAO kräver ett 90 meter brett RESA-område från slutet av rullbanans ytterområde (som själv sträcker sig 60 meter från själva rullbanans slut), och rekommenderar, men kräver inte, ett 240 meter RESA-område bortom detta. I USA kan den rekommenderade RSA (runway safety area) vara uppemot 500 fot brett och 1000 fot bortom varje rullbanas slut (enligt USA Federal Aviation Administration rekommendationer motsvarar 1000 fot den internationella standarden ICAO-RESA på 240 meter plus en 60 meter remsa). Standarddimenstionerna har ökat under årens lopp för att hysa större och snabbare flygplan och för att öka säkerheten.

## Historisk utveckling
I flygets barndom, flögs alla flygplan från ganska outvecklade flygfält. Efter hand som flyget utvecklades, placerades start- och landningsvägarna på en väldefinierad yta kallad landningsbana. Efter detta, gjorde de allt tyngre och snabbare planens krav det nödvändigt att förbättra eller belägga den centrala delen av landningsbanan. Termen "landningsbana" kvarhölls för att beskriva området kring vilken rullbanan eller den förstärkta ytan skapades.
Den primära rollen för landningsbanan ändrades då till att vara ett säkerhetsområde kring rullbanan. Detta område var tvunget att vara kapabelt, att under normala väderförhållanden, stödja flygplanen utan att orsaka fysiska skador eller skada de ombordvarande. Senare kom detta område få namnet "runway safety area" (RSA) för att spegla dess funktion. Rullbanans säkerhetsområde förbättrade säkerheten för flygplan med för låg inflygning, som hamnar bortom eller vid sidan av rullbanan och gör det lättare för brandbekämpning och att få fram räddningsutrustning vid sådana händelser.
En av svårigheterna är att flygplan som hamnar bortom rullbanan inte alltid lämnar den i dess slut med relativt låg hastighet. De kan istället gå över rullbanans sida (såsom TAM Brazilian Airlines Flight 3054), i slutet av banan i så hög hastighet att de passerar säkerhetsområdet (såsom Air France Flight 358 in Toronto) eller landar vid sidan av rullbanan (såsom British Airways Flight 38 på Heathrow).